# Afrixalus upembae
Afrixalus upembae es una especie de anfibios de la familia Hyperoliidae.
Es endémica de República Democrática del Congo.
Su hábitat natural incluye sabanas secas y marismas de agua dulce, permanentes o intermitentes.